# Polarität (Physik)
Der Begriff Polarität bezeichnet die Zu- beziehungsweise Anordnung zweier Pole (entgegengesetzte Extrempunkte) im Raum.
Dabei kann es sich zum Beispiel handeln:
- Pole einer elektrischen Potentialdifferenz (elektrische Spannung, zum Beispiel einer Batterie)
- die Ausrichtung der beiden Bereiche an einem Magneten, in deren Umgebung die magnetische Feldstärke besonders hoch ist, siehe Magnetismus
- Anode und Kathode einer Diode und deren Lage beim Einbau
- Anschlüsse einer Wechselspannungsquelle in Bezug zu ihrer Phasenlage (invertiert oder nicht invertiert)

Die Polarisation bezeichnet in diesem Zusammenhang die Ausbildung gegensätzlicher Ladungen in einem Isolierstoff-Körper aufgrund einer inhomogenen Ladungsverteilung. Die Polarisationsrichtung (Transversalwellen, Antennen, elektromagnetische Wellen, Licht) hat dagegen nur indirekt etwas mit der Polarität zu tun.
Moleküle sind polar, wenn sie voneinander abweichende Ladungsschwerpunkte ihrer positiven und negativen Ladungen aufweisen, siehe Polarität (Chemie).
Weitere Beispiele
Werden die beiden a/b-Adern eines analogen Telefon-Anschlusses in b/a verpolt, funktioniert ein einfaches Telefon dennoch, obwohl am Telefonanschluss Gleichspannung (60 V) anliegt. Die Polarität bzw. Polung spielt – ebenso wie bei Wechselspannungs-Verbrauchern am Stromnetz – keine Rolle.
Dagegen ist die Polung in folgenden Fällen vorgeschrieben oder wichtig:
- Reihenschaltung von Transformator-Wicklungen (Wechselspannung gegenphasig oder gleichphasig)
- Zuordnung der drei Außenleiter beim Drehstrom (bestimmt die Drehrichtung)
- Polarität bzw. Polung einer Diode; siehe auch Gleichrichter, Freilaufdiode
- Polarität eines Elektrolytkondensators
- Polung einer Batterie (Kraftfahrzeug, batteriebetriebene Geräte)

Mit einem doppelten Umschalter oder einer H-Brücke kann man die Polarität einer Spannungsquelle umkehren.